# Leste dos Estados Unidos

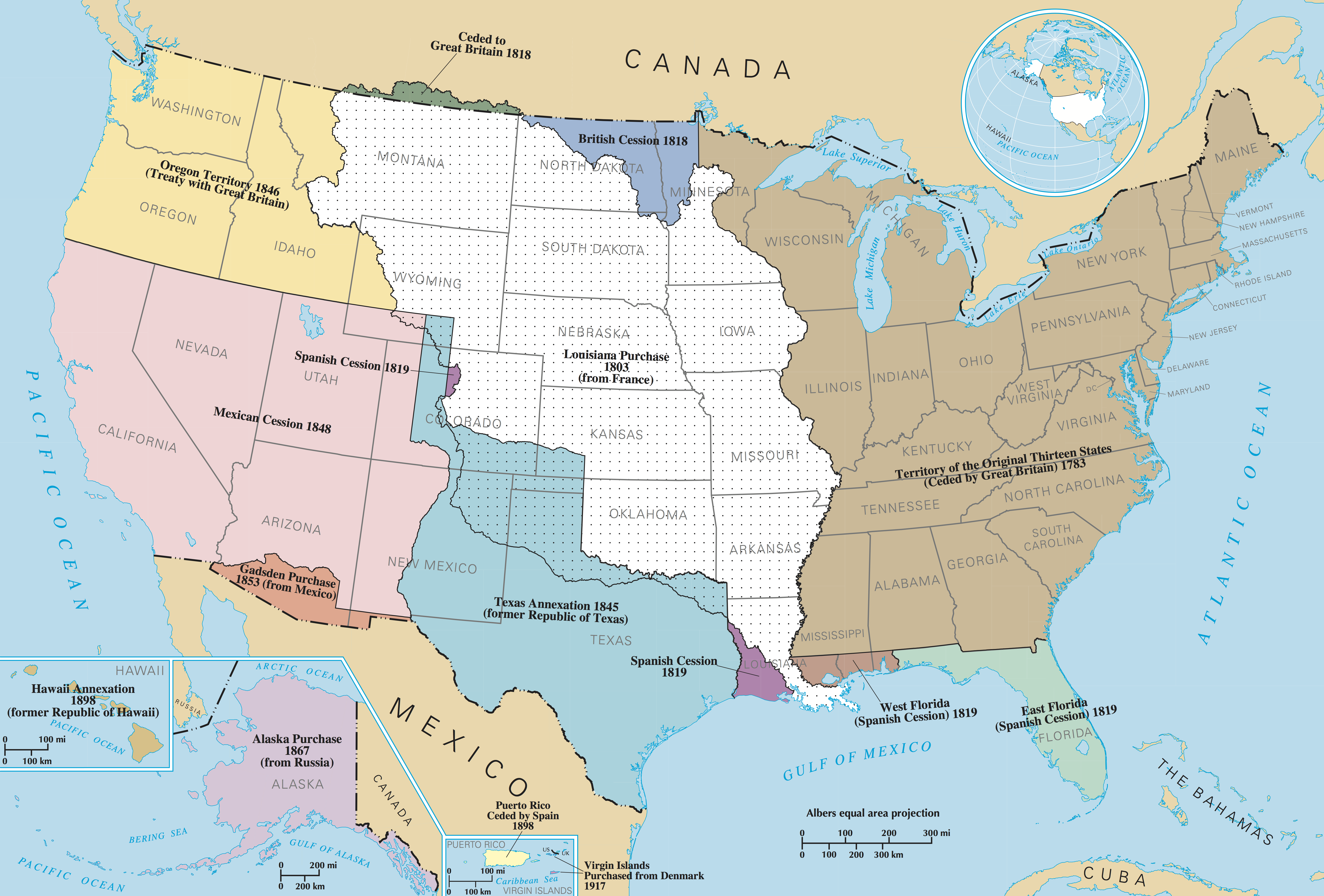
A área cedida aos Estados Unidos pela Grã-Bretanha em 1783 (marrom claro) é geralmente reconhecida como o Este dos Estados Unidos. As aquisições da Luisiana e da Flórida foram reconhecidas como as fronteiras do oeste e do sul nos primeiros dias da República. Embora a este das Montanhas Rochosas, o Texas é considerado um estado ocidental.

O Leste dos Estados Unidos, comumente referido como Leste Americano ou este da América, é a região dos Estados Unidos situada a leste do Rio Mississippi.  Em alguns casos, o termo pode se referir a uma área menor.
Em 2011, os 28 estados a leste do Mississippi (além de Washington, DC, mas não incluindo as pequenas porções de Luisiana e Minnesota a leste do rio) tinham uma população estimada de 179 948 346 ou 58,28% da população total dos EUA de 308 745 358 (excluindo Porto Rico). 

## Sul dos estados unidos
O sul dos Estados Unidos é uma grande região dos Estados Unidos que às vezes é considerada sobreposta ao leste dos Estados Unidos, especialmente nos casos de Delaware, Maryland, Kentucky, Tennessee, Virgínia, Virgínia Ocidental, Carolina do Norte, Carolina do Sul, Geórgia, Flórida, Alabama e Mississippi. 
Seu patrimônio histórico e cultural único inclui os seguintes aspectos: 
- Povos nativos americanos
- primeiros assentamentos europeus de herança inglesa, escocesa-irlandesa, escocesa e alemã
- importação de centenas de milhares de africanos escravizados
- crescimento de uma grande proporção de afro-americanos na população
- dependência de trabalho escravo
- legado da Confederação após a Guerra Civil Americana.

Isso levou o "Sul" a desenvolver costumes, literatura, estilos musicais e cozinhas variadas distintas, que moldaram profundamente a cultura americana tradicional. 
Muitos aspectos da cultura do Sul permanecem profundamente enraizados na Guerra Civil Americana. 
Na história recente o sul dos EUA tem atraído migrantes nacionais e internacionais, e o sul dos EUA está entre as áreas de crescimento mais rápido nos Estados Unidos. 

## Nova Inglaterra
Nova Inglaterra é uma região dos Estados Unidos localizada no canto nordeste do país, limitada pelo oceano Atlântico, Canadá e o estado de Nova Iorque, consistindo dos estados de Maine, Nova Hampshire, Vermont, Massachusetts, Rhode Island, e Connecticut. 
Em um dos primeiros assentamentos ingleses no Novo Mundo, os peregrinos ingleses da Europa se estabeleceram na Nova Inglaterra em 1620, na colônia de Plymouth. No final do século XVIII, as colônias da Nova Inglaterra estariam entre as primeiras colônias britânicas da América do Norte a demonstrar ambições de independência da Coroa Britânica, embora mais tarde ameaçassem a secessão durante a Guerra de 1812 entre os Estados Unidos e a Grã-Bretanha. 
A Nova Inglaterra produziu os primeiros exemplos da literatura e da filosofia americanas e foi o berço da educação pública gratuita. No século XIX, ela desempenhou um papel de destaque no movimento para abolir a escravidão nos Estados Unidos. Foi a primeira região dos Estados Unidos a ser transformada pela Revolução Industrial. 
Historicamente uma área em que partes eram fortemente republicanas, agora é uma região com um dos mais altos níveis de apoio ao Partido Democrata nos Estados Unidos, com a maioria dos eleitores em todos os estados votando nos democratas em 1992, 1996, Eleições presidenciais de 2004, 2008, 2012 e 2016, e todos os estados, exceto New Hampshire, votando em Al Gore em 2000. 

## O Centro-Oeste
O Centro-Oeste dos Estados Unidos (nos Estados Unidos, geralmente conhecido como Centro-Oeste) é uma das quatro regiões geográficas dos Estados Unidos reconhecidas pelo United States Census Bureau. 
Sete estados na região central e interior do nordeste dos Estados Unidos, tradicionalmente considerados parte do centro-oeste, também podem ser classificados como parte do leste dos Estados Unidos: Illinois, Indiana, Michigan, Ohio e Wisconsin. Uma estimativa do Censo de 2006 colocou a população em 66 217 736. O Censo dos Estados Unidos divide esta região nos Estados do Nordeste Central (essencialmente os Estados dos Grandes Lagos ) e nos Estados do Nordeste Central. 
Chicago é a maior cidade da região, seguida por Indianápolis e Colombo. Chicago possui a maior área metropolitana estatística, seguida por Detroit e Minneapolis - Saint Paul. Sault Ste. Marie, Michigan é a cidade mais antiga da região, fundada por missionários e exploradores franceses em 1668. 
O termo Centro-Oeste é de uso comum há mais de 100 anos. Outro termo às vezes aplicado à mesma região geral é "o coração". Outras designações para a região caíram em desuso, como "Noroeste" ou "Velho Noroeste" (do "Território do Noroeste") e "Meio da América". Desde o lançamento do livro Middletown em 1929, os sociólogos costumam usar as cidades do centro-oeste (e o centro-oeste em geral) como "típicas" de toda a nação. A região tem uma relação emprego-população mais alta (o percentual de pessoas ocupadas com pelo menos 16 anos) do que os estados do Nordeste, Oeste, Sul ou Cinturão do Sol. 
Quatro dos estados associados ao Centro-Oeste dos Estados Unidos ( Kansas, Nebraska, Dakota do Norte e Dakota do Sul ) também são tradicionalmente referidos como pertencendo em parte à região das Grandes Planícies. 

## Principais centros populacionais
A seguir está uma lista das 24 maiores cidades do Leste por população: 

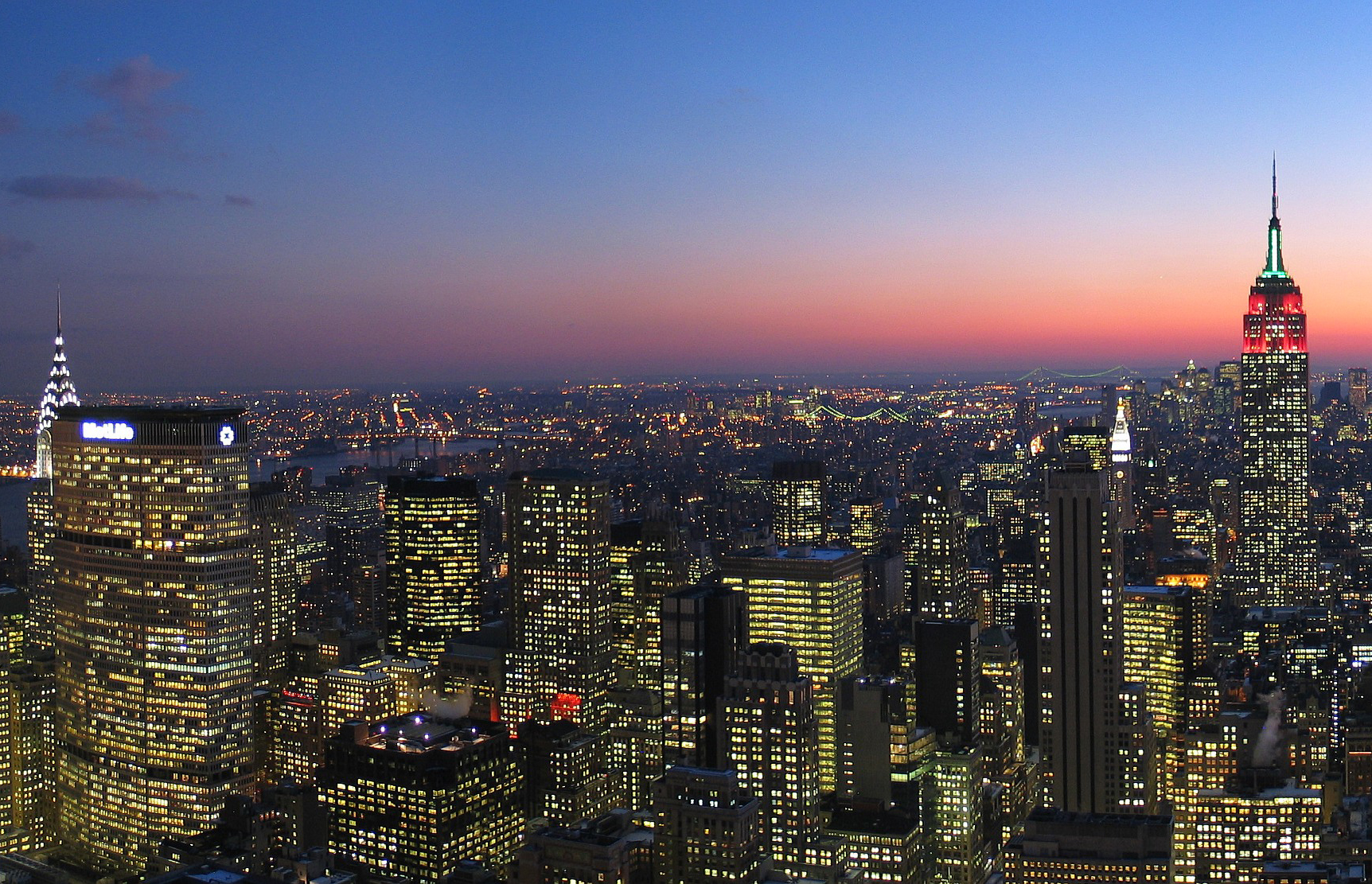
Cidade de Nova York  população: 8.622.698
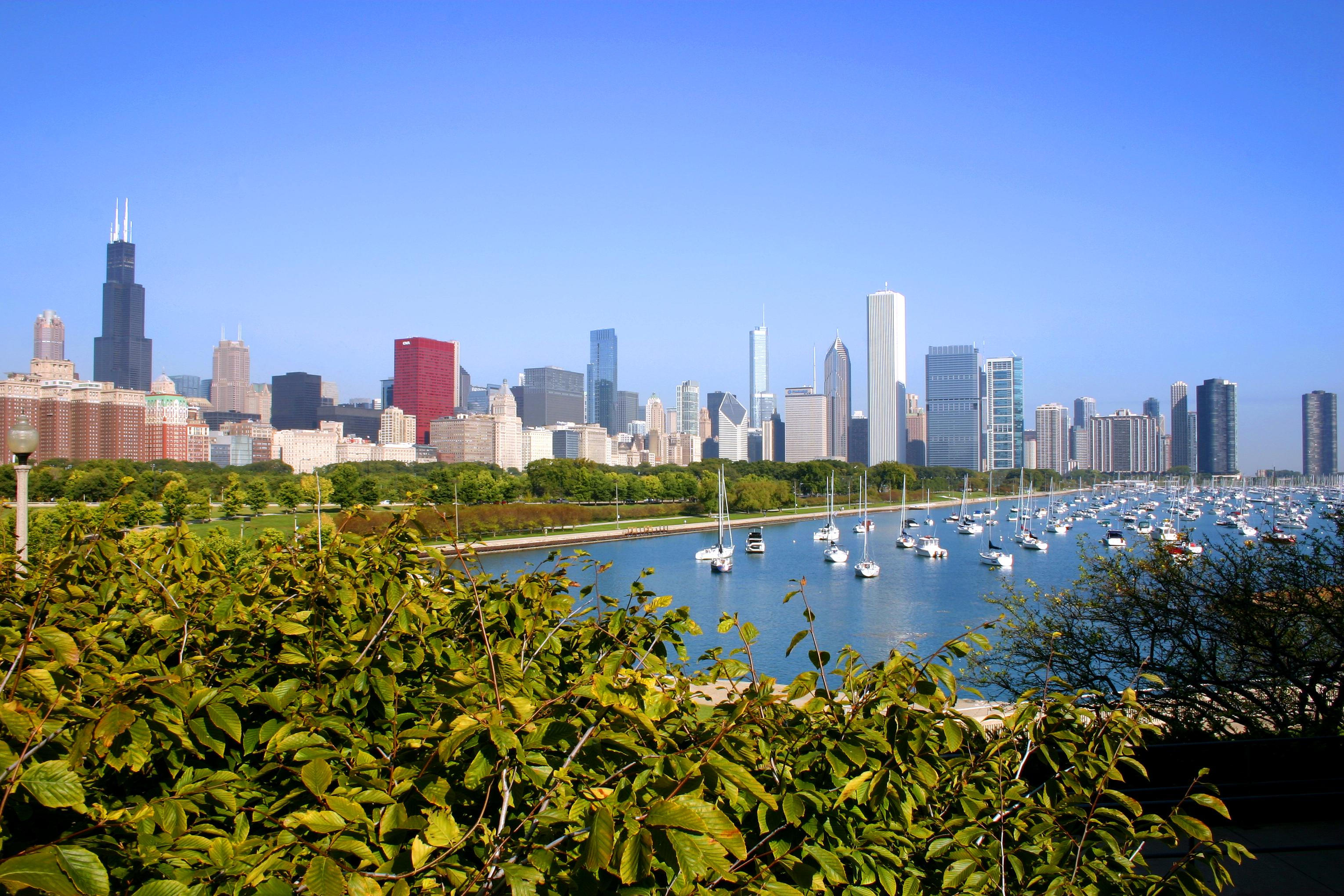
Chicago  população: 2.695.598
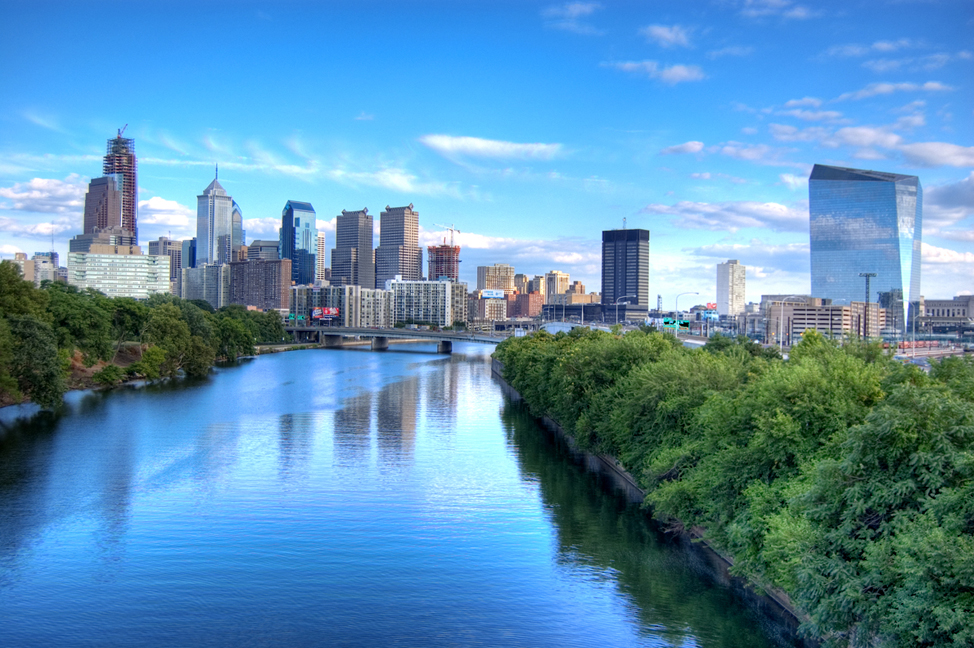
Filadélfia  população: 1.567.827
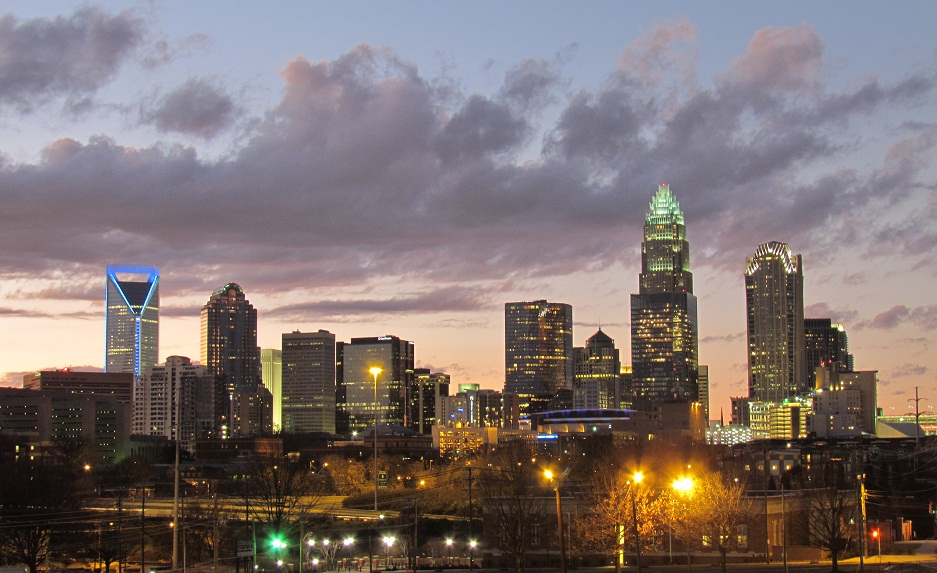
Charlotte  população: 859.035
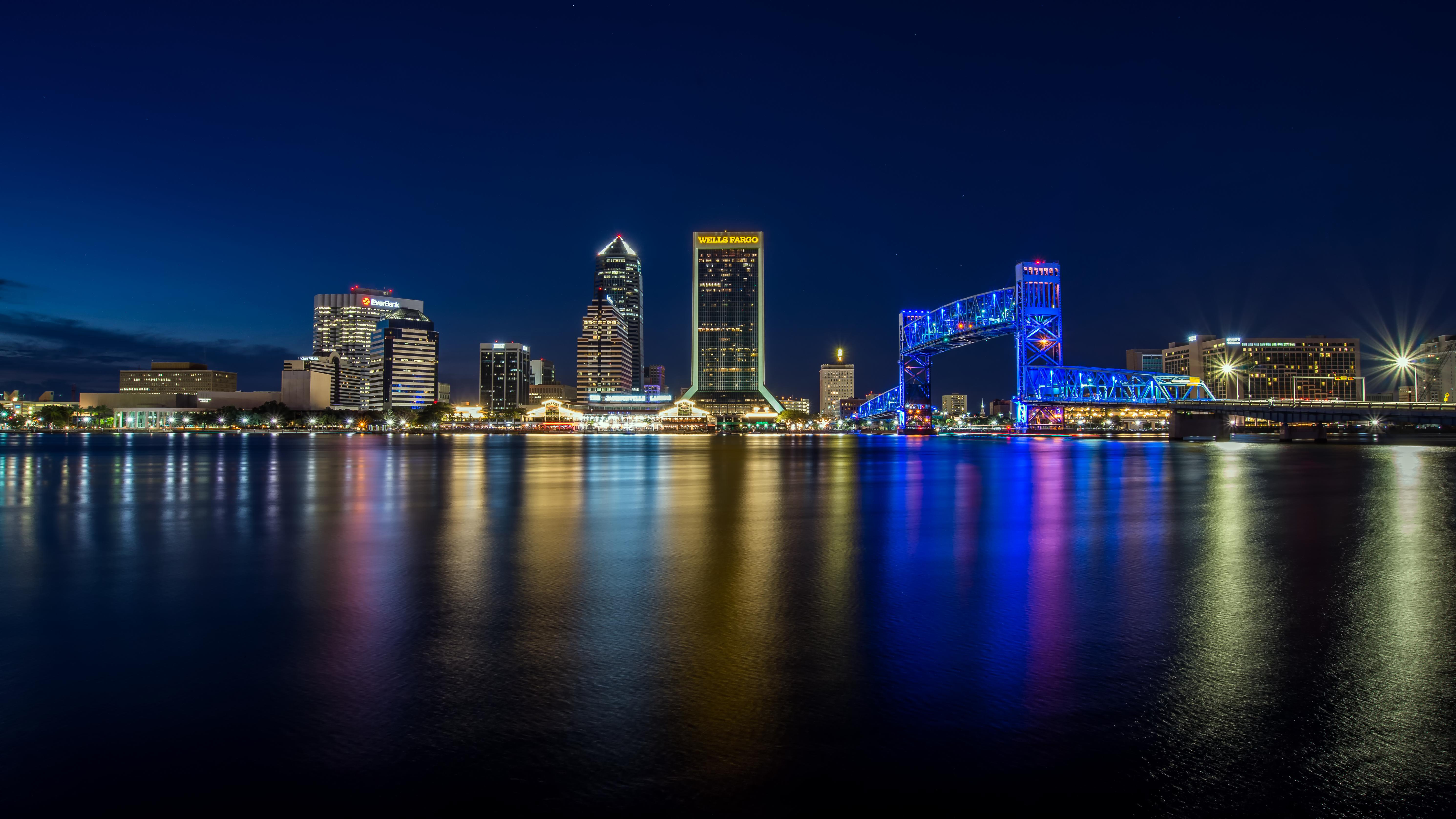
Jacksonville  população: 821.784
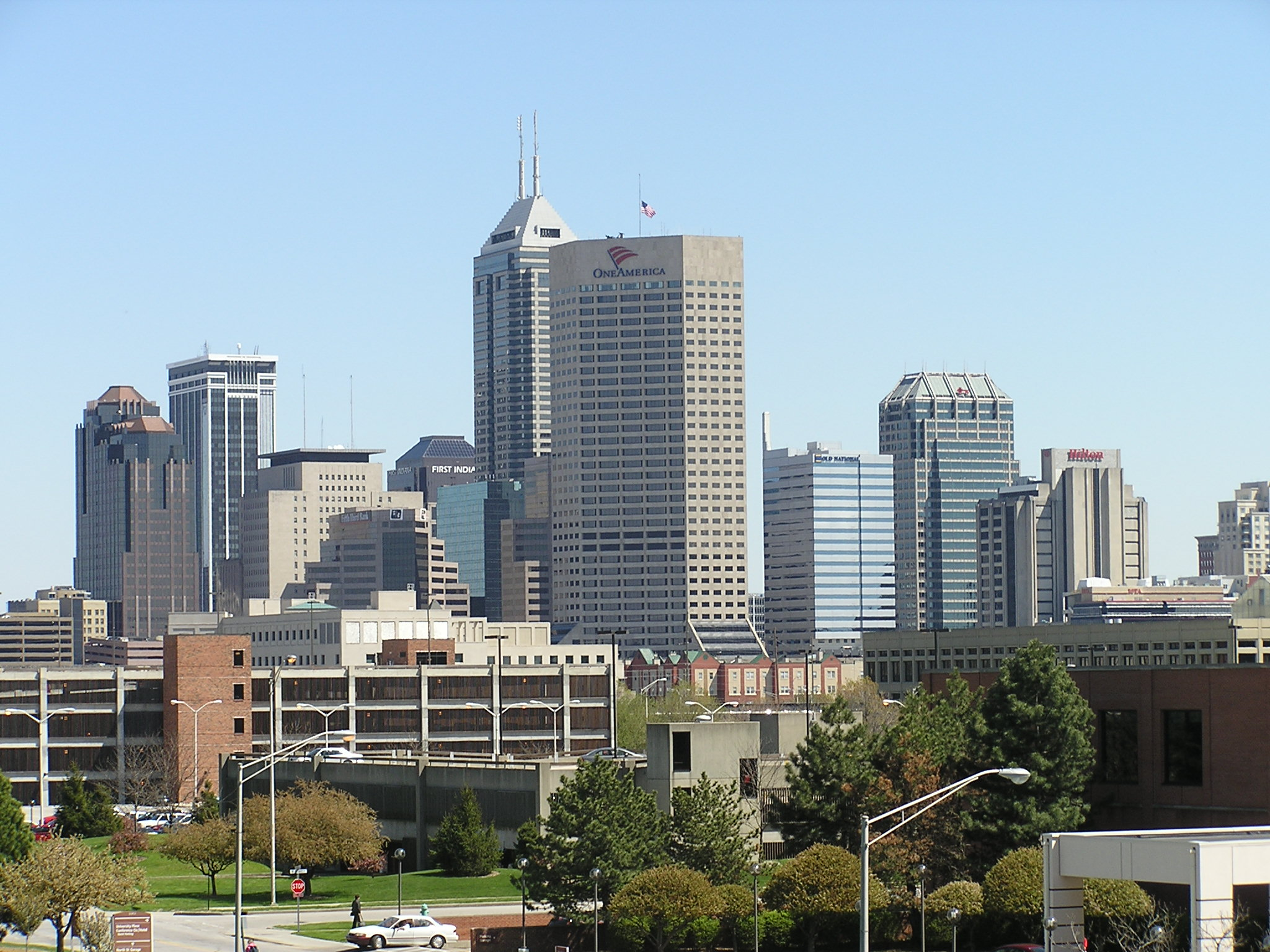
Indianápolis  população: 820.445
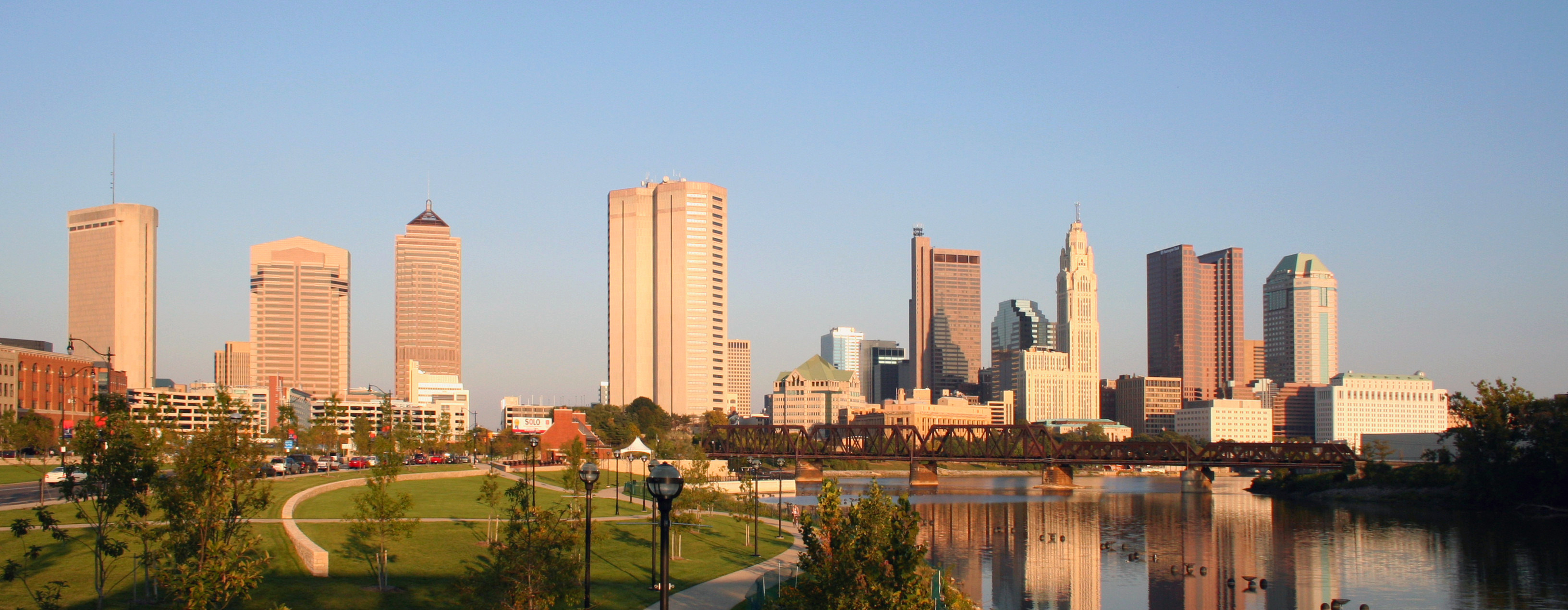
Columbus  população: 787.033
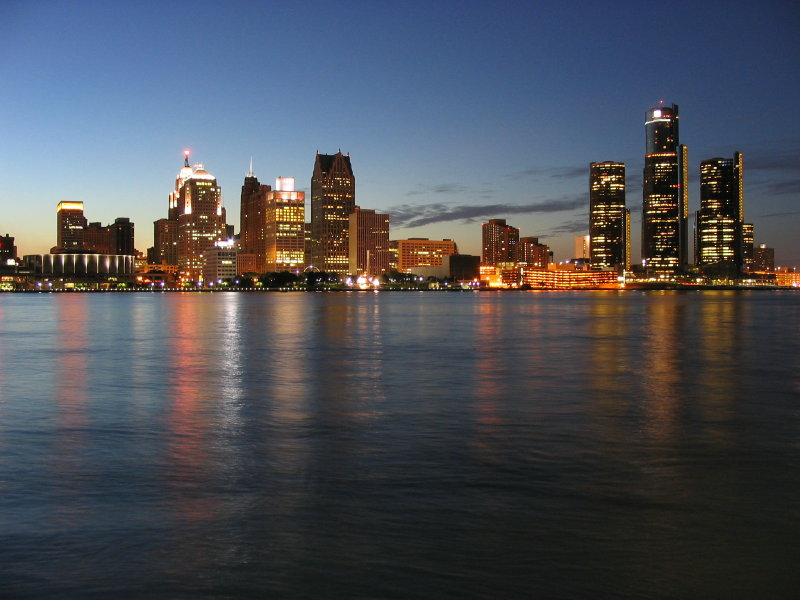
Detroit  população: 713.777
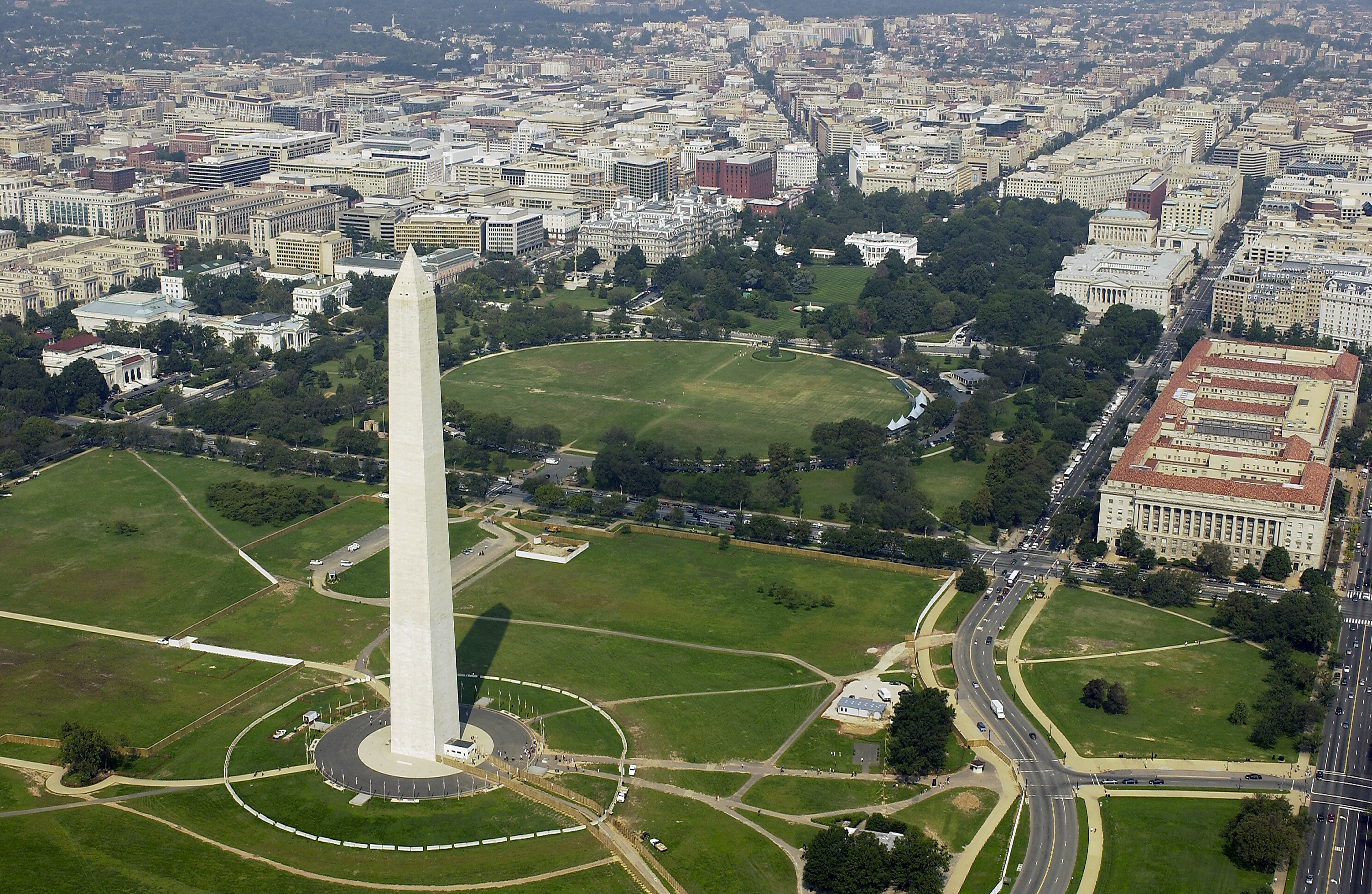
Washington DC  população: 703.608
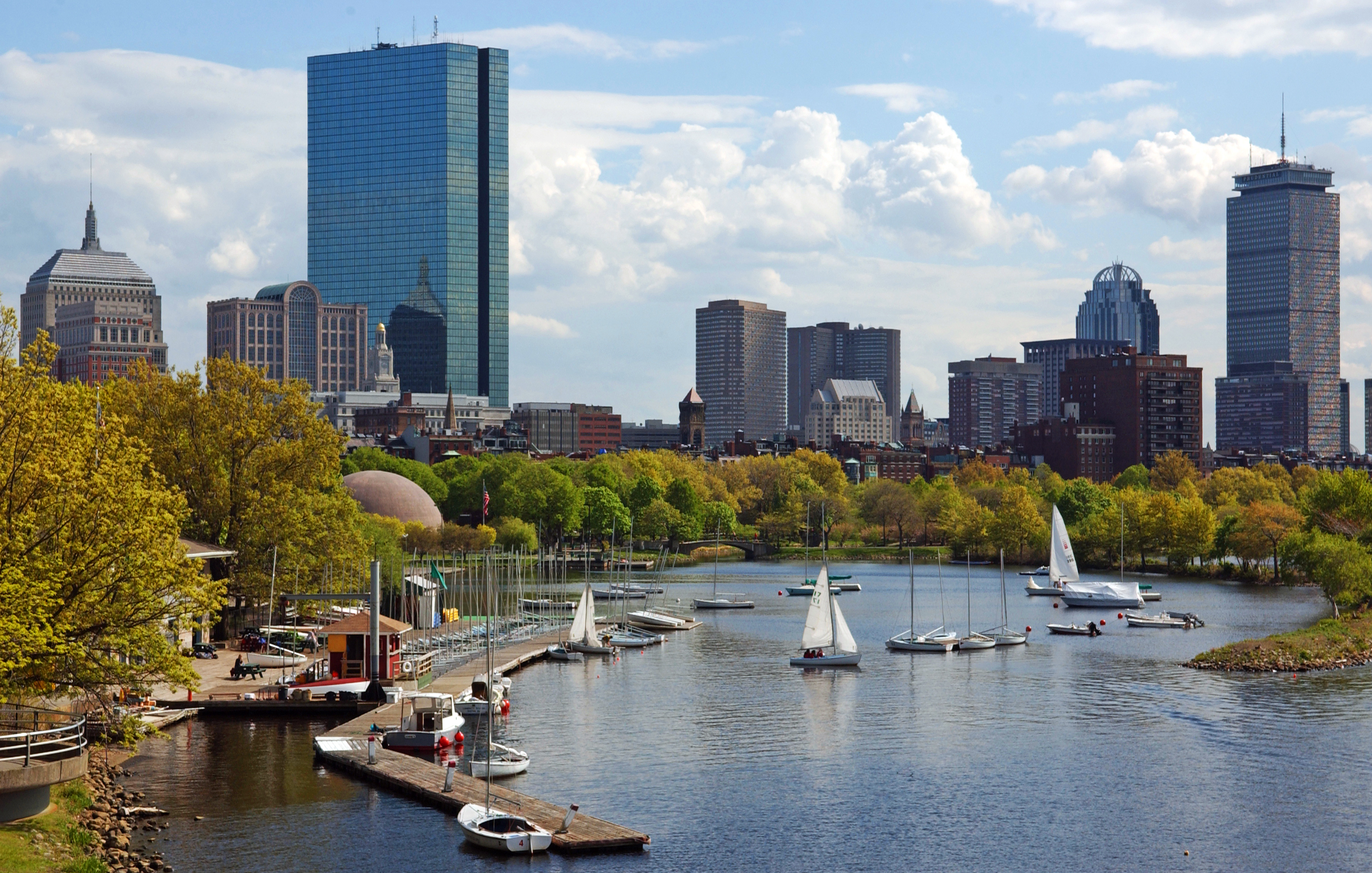
Boston  população: 667.137
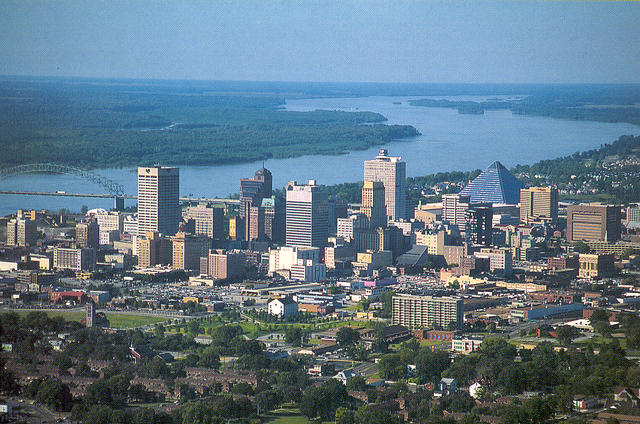
Memphis  população: 646.889
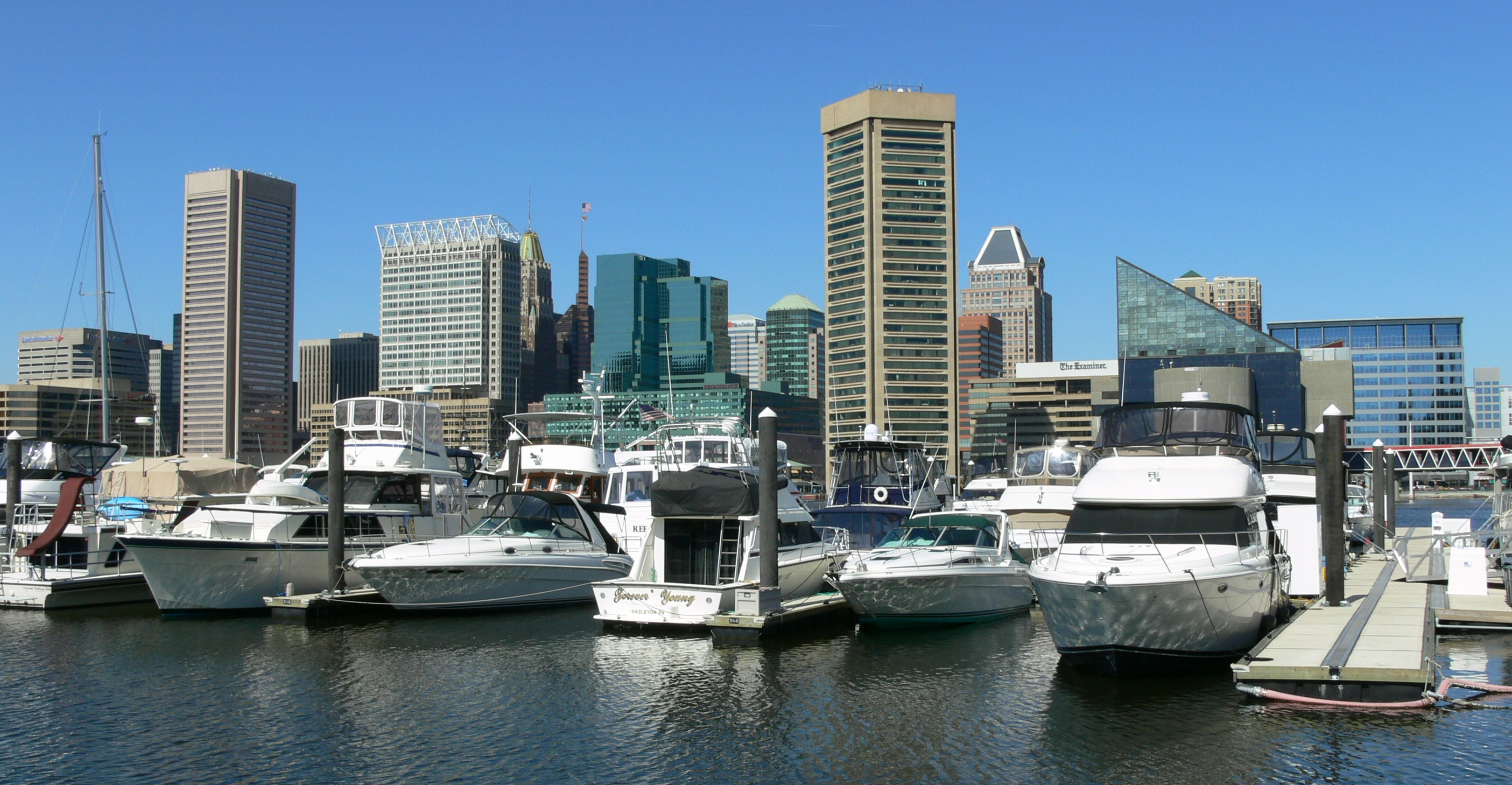
Baltimore  população: 611.648
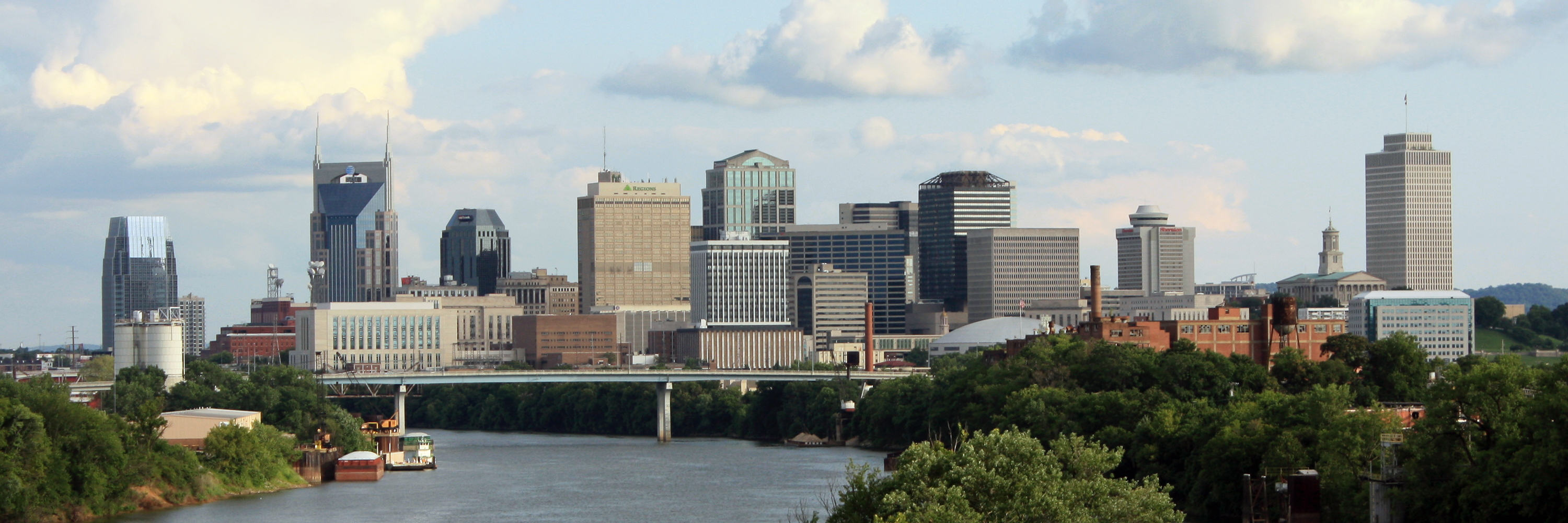
Nashville  população: 601.222
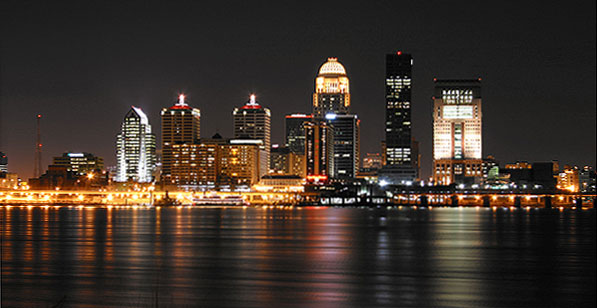
Louisville  população: 597.337
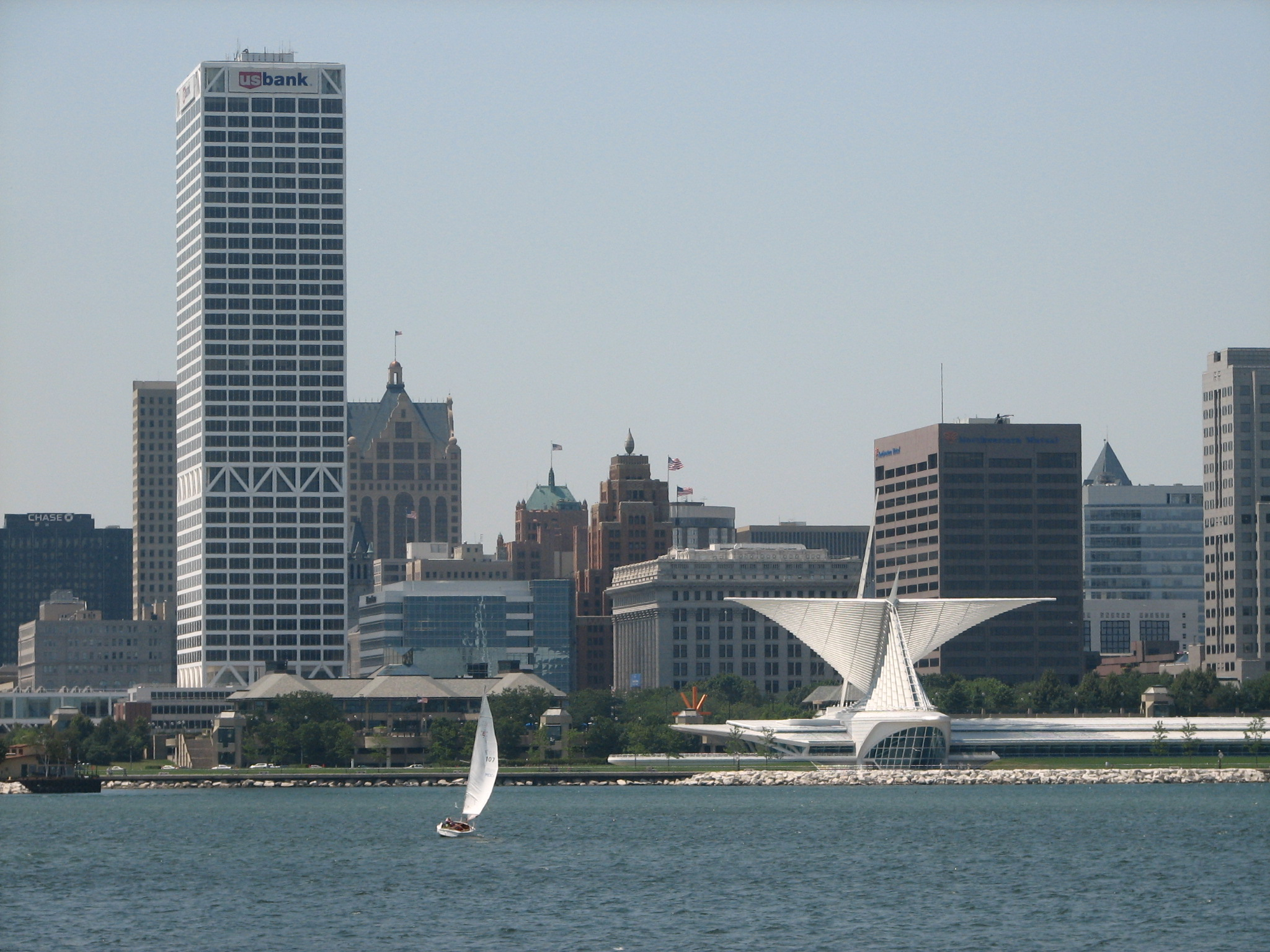
Milwaukee  população: 594.833
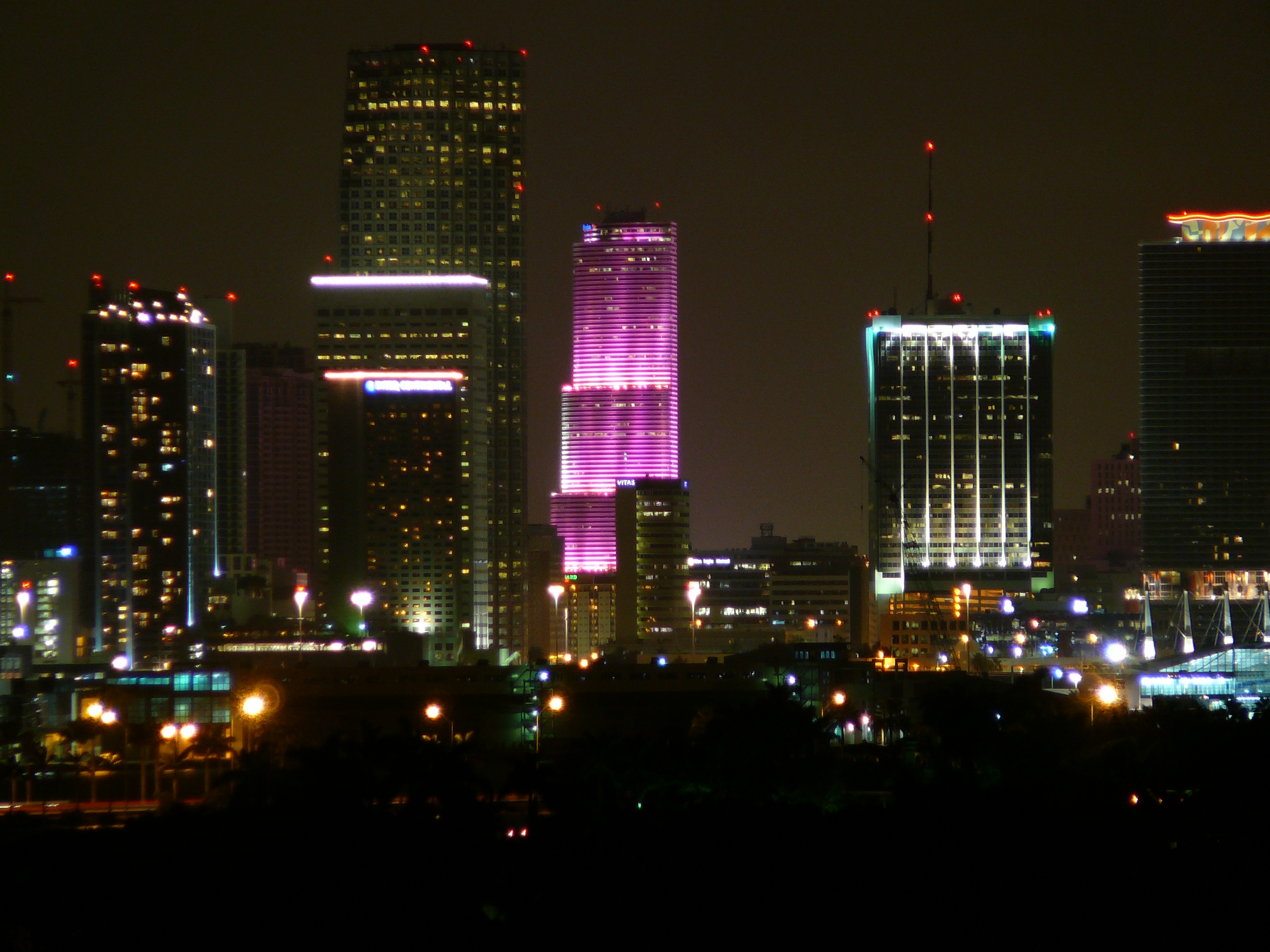
Miami  população: 453.579
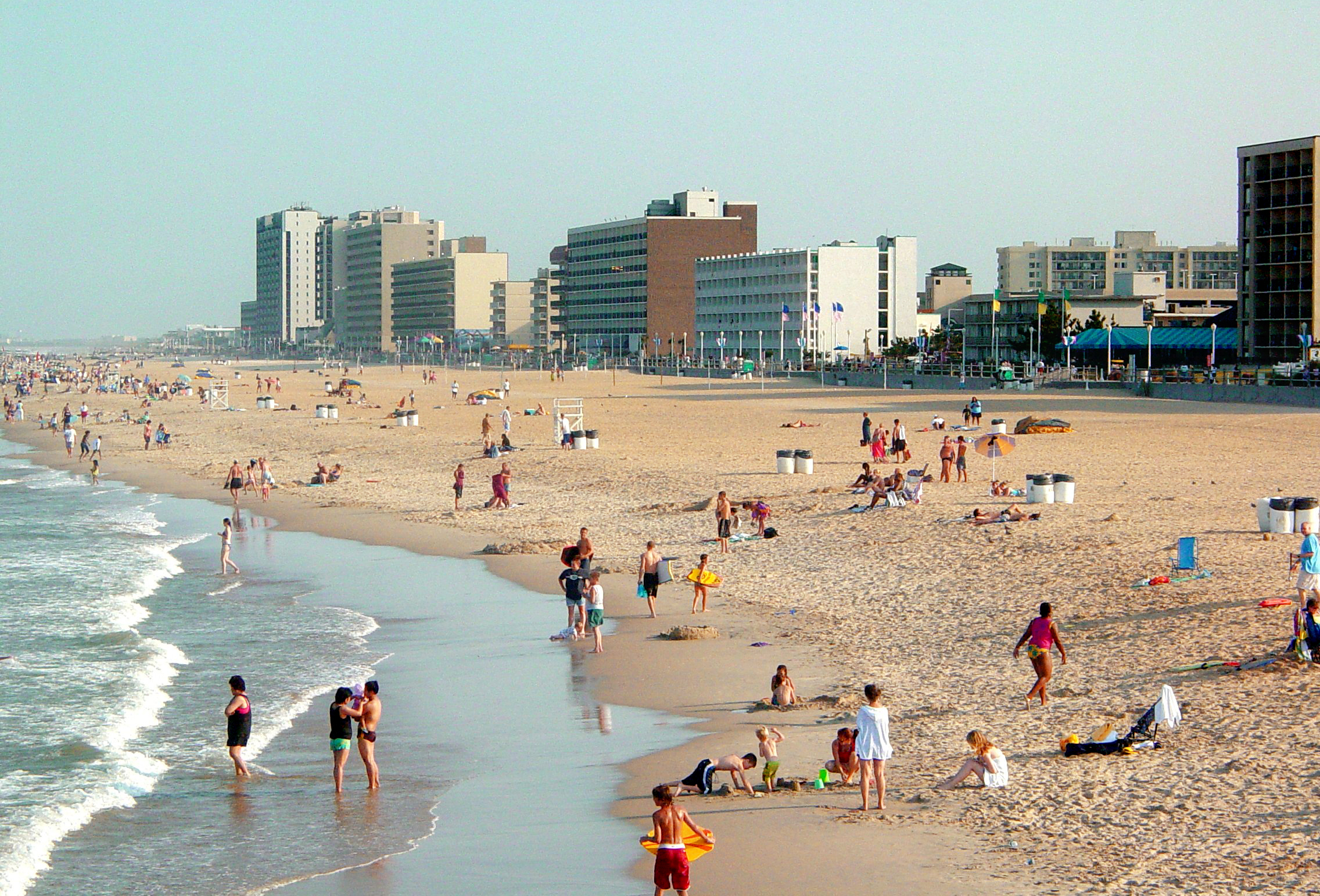
Praia da Virgínia  população: 437.994
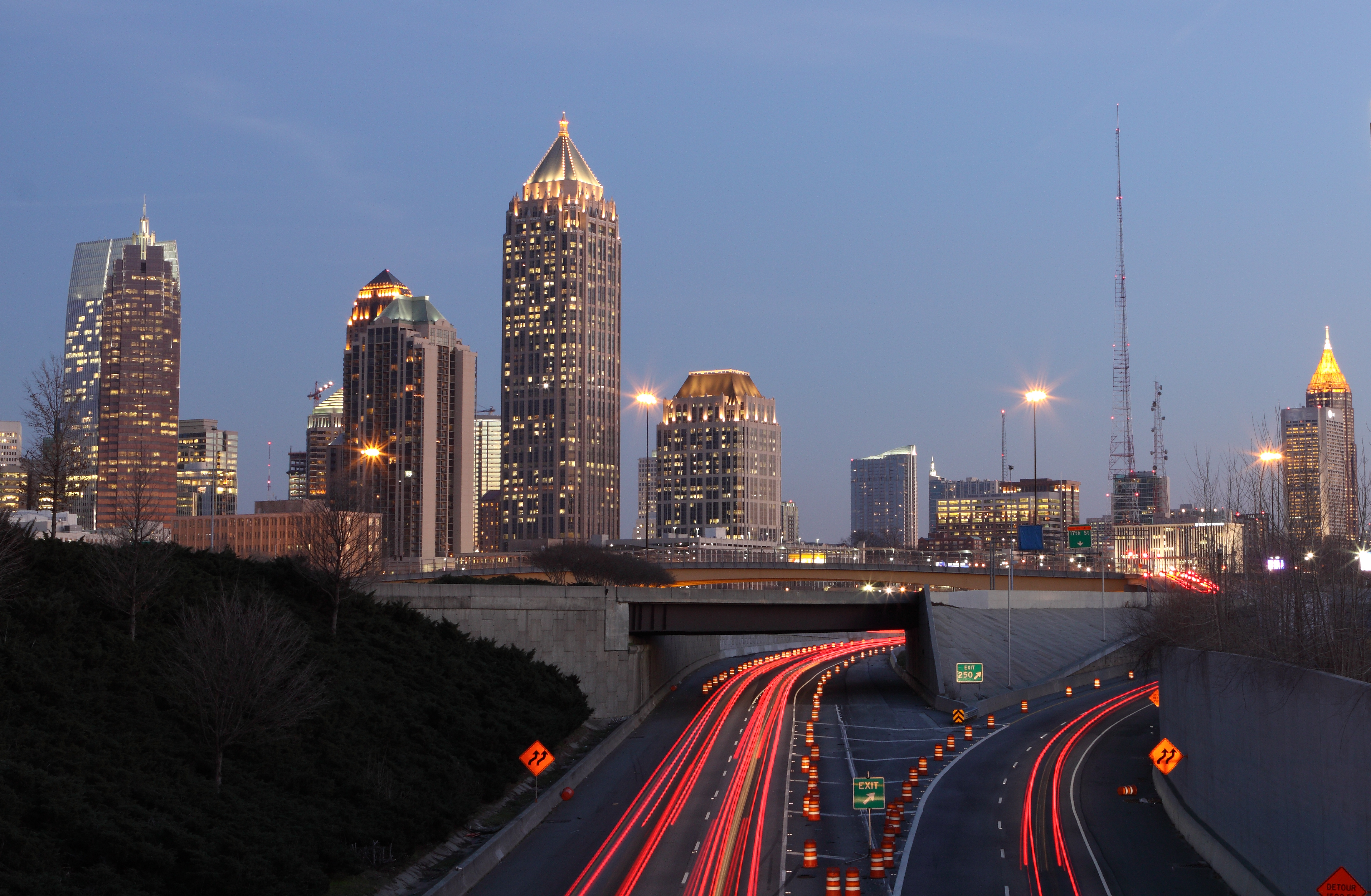
Atlanta  população: 420.003
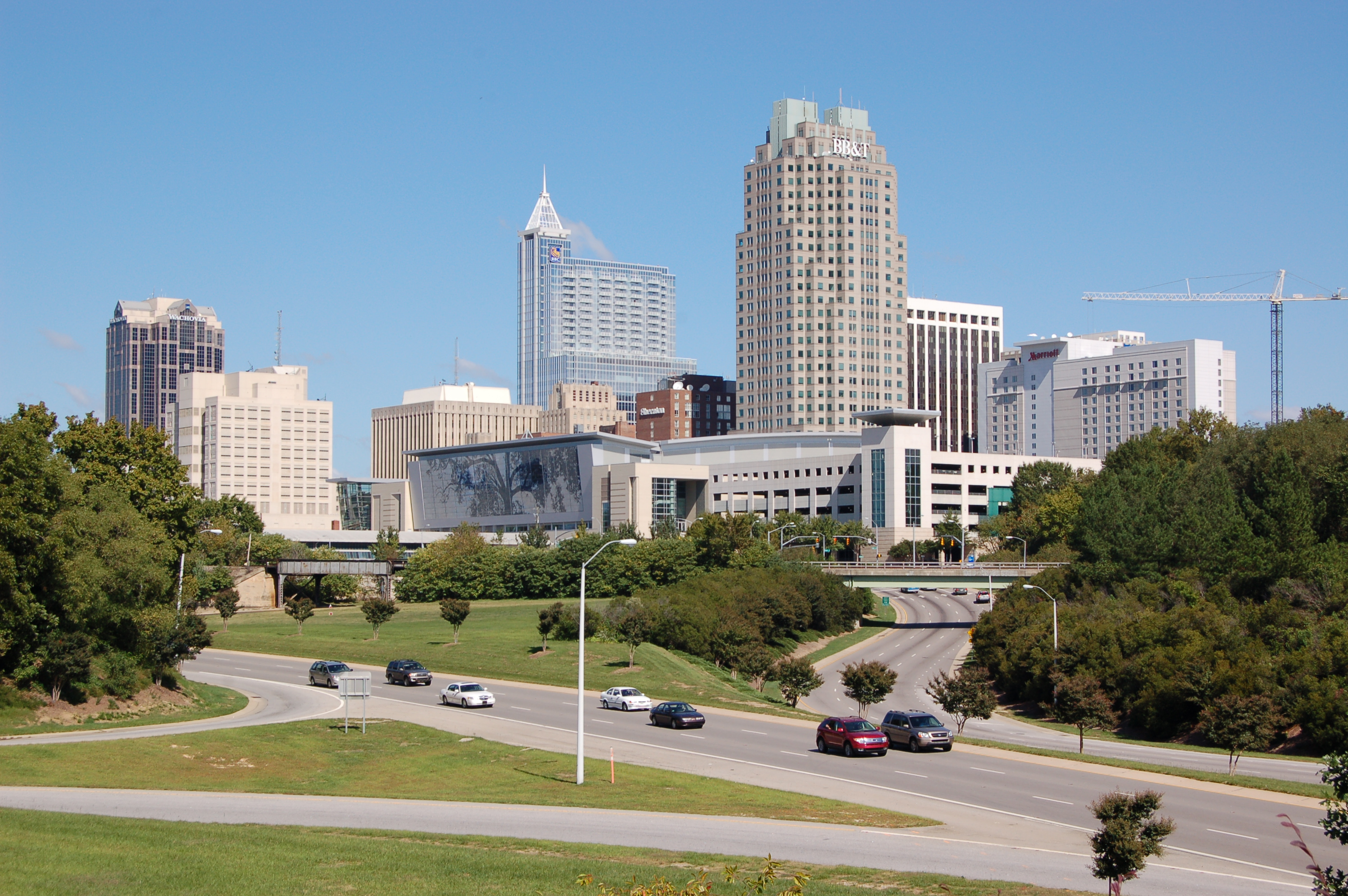
Raleigh  população: 403.892
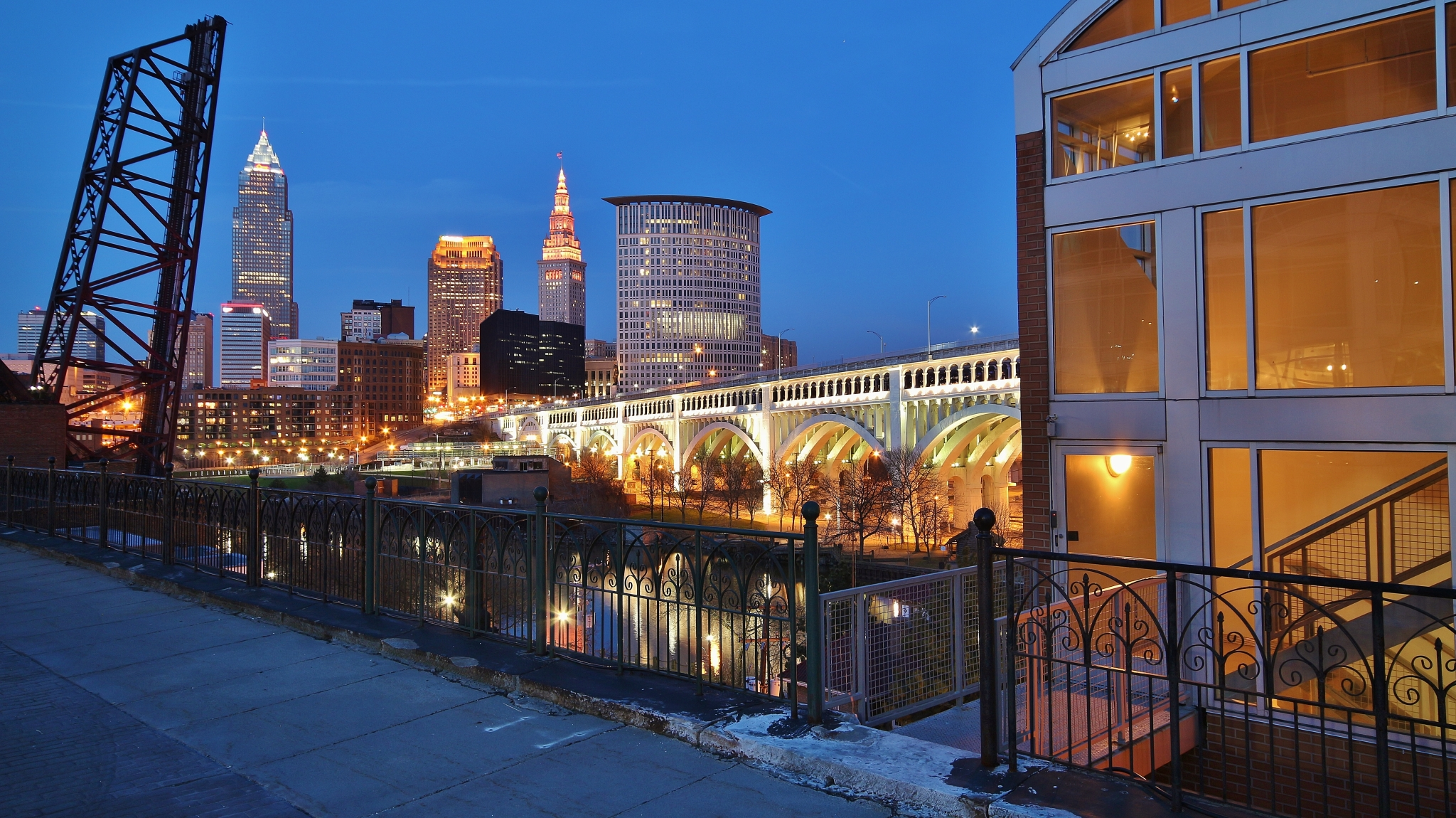
Cleveland  população: 396.815
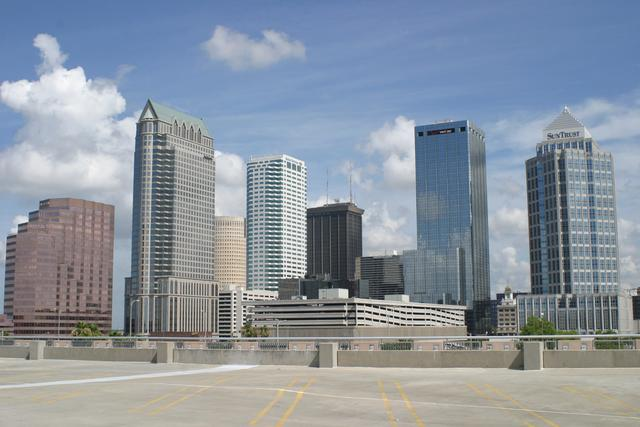
Tampa  população: 335.709
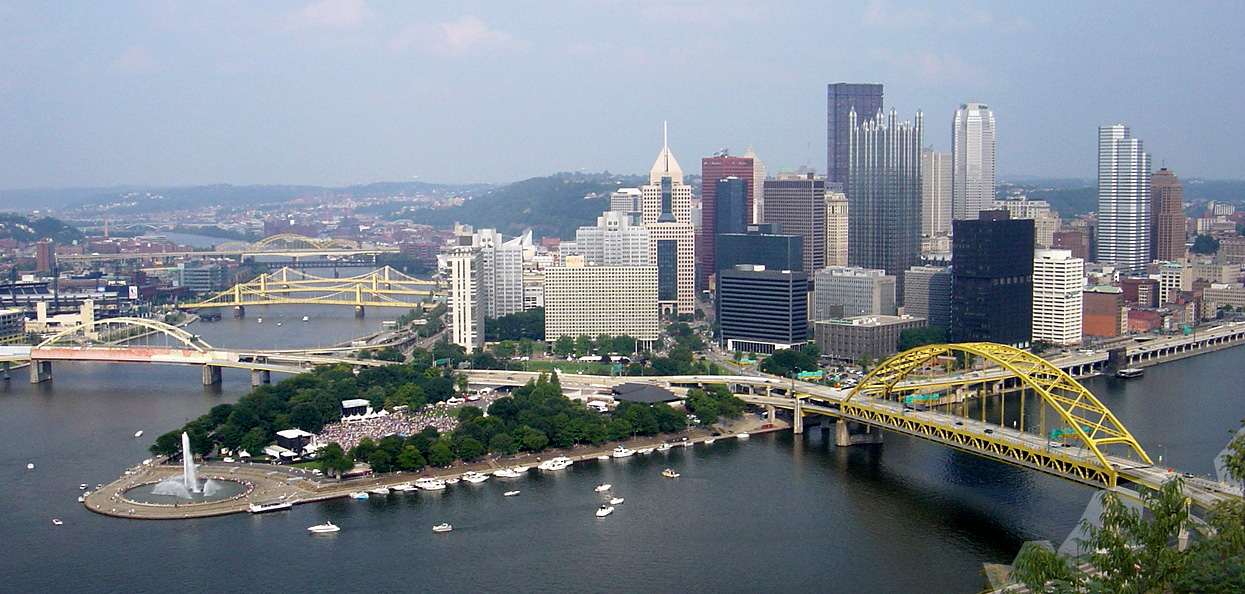
Pittsburgh  população: 305.704
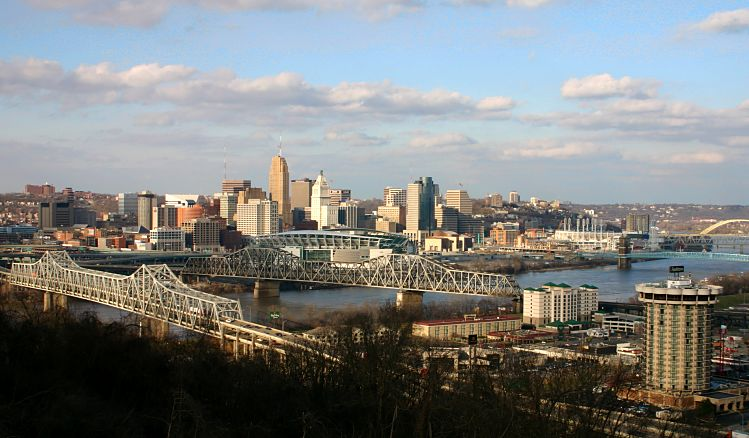
Cincinnati  população: 296.943
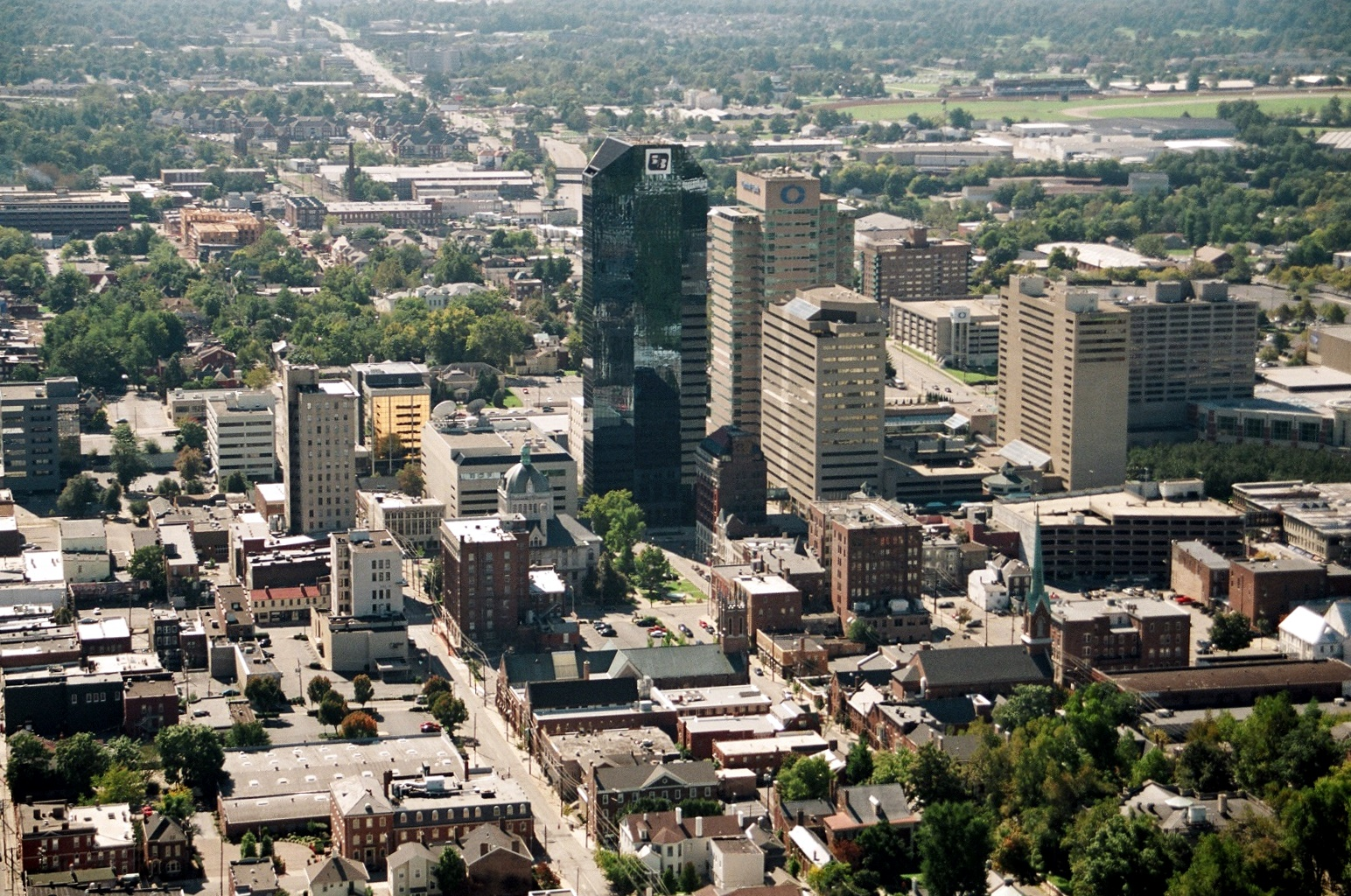
Lexington  população: 295.803